# Diego Valencia
Diego Martín Valencia Morello (Viña del Mar, 14 de janeiro de 2000) é um futebolista chileno que atua como atacante. Defende atualmente a Universidad Católica.

## Carreira
Valencia começou sua carreira profissional no Universidad Católica. Estreou profissionalmente em 21 de julho de 2018 ante ao Deportes Iquique com dezoito anos de idade. Após a volta dos longos torneios, Universidad Católica foi campeão da Campeonato Chileno de Futebol de 2018 e da Supercopa de Chile 2019, o segundo título do clube naquele torneio.
Marcou seu primeiro gol em 15 de fevereiro de 2019, na primeira data da Campeonato Chileno 2019. No final daquela temporada 2019 foi campeão da Campeonato Chileno 2019. Em 10 de fevereiro de 2021, pela penúltima data, Universidad Católica conquistou da Campeonato Chileno 2020 e posteriormente foi campeão da Supercopa de Chile 2020.
No final de 2021, Universidad Católica foi campeão da Supercopa de Chile 2021 em pênaltis, e mais tarde instituição também foi coroada tetracampeã do torneio nacional, após vencer as edições 2018, 2019, 2020 e 2021.

## Seleção Nacional
Valencia representou o time sub-17 do Chile no Sul-Americano Sub-17 de 2017 no Chile, o sub-20 no Sul-Americano de Futebol de 2019 no Chile, e sub-23 no Pré-Olímpico Sul-Americano de 2020 no Colômbia.
Foi convocado pela primeira vez para defender a seleção principal do Chile em da Copa América de 2021, Valencia substituiu Guillermo Maripán no último momento. Estreou pela Seleção Chilena principal em 2 de julho de 2021 em partida contra a Brasil.

## Títulos
Universidad Católica
- Campeonato Chileno: 2018, 2019, 2020, 2021
- Supercopa de Chile: 2019, 2020, 2021